# Alfonso Cortés
Alfonso Cortés (León, 9 dicembre 1893 – 1969) è stato un poeta nicaraguense, nonché uno dei principali allievi di Rubén Darío, massimo esponente della letteratura nicaraguense.

## Biografia
Cortés nacque nella città coloniale di León, in Nicaragua. All'età di 14 anni si recò nella casa dove risiedeva Rubén Darío, il massimo esponente della letteratura locale, trascorrendovi gran parte della propria adolescenza. Tuttavia lì perse la ragione, e trascorse il resto della sua vita in un manicomio a Managua. Al termine della sua vita Cortés fu trasferito nella casa di sua sorella nella città natale, dove visse fino alla morte, avvenuta nel 1969. Venne sepolto nella Cattedrale di León accanto alla tomba di Rubén Darío.
Dopo la perdita della ragione di Alfonso, il padre pubblicò tre libri: Poesias (1931), Tardes de oro (1934) e Poemas Eleusinos (1935). Gran parte della produzione è rimasta inedita poiché è stata scritta su fogli sparsi e con caratteri della dimensione della cruna di un ago, tali da essere difficilmente decifrabili anche con una lente d'ingrandimento.

## Opere
- La odisea del Istmo, 1922
- Poesías, 1931
- Tardes de oro, 1934
- Poemas eleusinos, 1935
- Las siete antorchas del sol, 1952
- 30 poemas de Alfonso, 1952
- Las rimas universales, 1964
- Las coplas del pueblo, 1965
- Las pumas del pasatiempo, 1967
- El poema cotidiano, 1967
- Treinta poemas, 1968
- Poemas, 1971
- Antología, 1980
- 30 poemas de Alfonso, 1981
- El tiempo es hambre y el espacio es frío, 1981